# Нуангола (Пенсільванія)
Нуангола (англ. Nuangola) — місто (англ. borough) в США, в окрузі Лузерн штату Пенсільванія. Населення — 666 осіб (2020).

## Географія
Нуангола розташована за координатами 41°9′26″ пн. ш. 75°58′38″ зх. д. / 41.15722° пн. ш. 75.97722° зх. д. (41.157215, -75.977216).  За даними Бюро перепису населення США в 2010 році місто мало площу 3,13 км², з яких 2,72 км² — суходіл та 0,41 км² — водойми.

## Демографія
Згідно з переписом 2010 року, у селищі мешкало 679 осіб у 274 домогосподарствах у складі 191 родини. Густота населення становила 217 осіб/км².  Було 400 помешкань (128/км²).
Расовий склад населення:
| - 99,0 % — білих - 0,9 % — азіатів - 0,1 % — корінних американців |

До двох чи більше рас належало 0,0 %. Частка іспаномовних становила 0,1 % від усіх жителів.
За віковим діапазоном населення розподілялося таким чином: 19,4 % — особи молодші 18 років, 61,9 % — особи у віці 18—64 років, 18,7 % — особи у віці 65 років та старші. Медіана віку мешканця становила 45,5 року. На 100 осіб жіночої статі у селищі припадало 96,8 чоловіків;  на 100 жінок у віці від 18 років та старших — 104,9 чоловіків також старших 18 років.
Середній дохід на одне домашнє господарство  становив 76 351 долар США (медіана — 67 500), а середній дохід на одну сім'ю — 82 282 долари (медіана — 75 139). За межею бідності перебувало 4,9 % осіб, у тому числі 4,4 % дітей у віці до 18 років та 2,9 % осіб у віці 65 років та старших.
Цивільне працевлаштоване населення становило 358 осіб. Основні галузі зайнятості: освіта, охорона здоров'я та соціальна допомога — 29,9 %, виробництво — 21,2 %, роздрібна торгівля — 9,5 %, оптова торгівля — 7,3 %.